# Club der roten Bänder
Club der roten Bänder (título internacional: The Red Band Society) é uma série de televisão alemã de drama e comédia transmitida pela VOX. Baseado na série dramática catalã Polseres vermelles, a série se concentra em um grupo de adolescentes que vivem juntos como pacientes na enfermaria de pediatria de um hospital.

## Elenco principal
| Tim Oliver Schultz | Leo Roland         | o líder         | Protagonista | Protagonista | Protagonista |
| Damian Hardung     | Jonas Neumann      | o segundo líder | Protagonista | Protagonista | Protagonista |
| Luise Befort       | Emma Wolfshagen    | a garota        | Protagonista | Protagonista | Protagonista |
| Timur Bartels      | Alex Breidtbach    | o atraente      | Protagonista | Protagonista | Protagonista |
| Ivo Kortlang       | Anton „Toni“ Vogel | o inteligente   | Protagonista | Protagonista | Protagonista |
| Nick Julius Schuck | Hugo Krüger        | boa alma        | Protagonista | Protagonista | Protagonista |

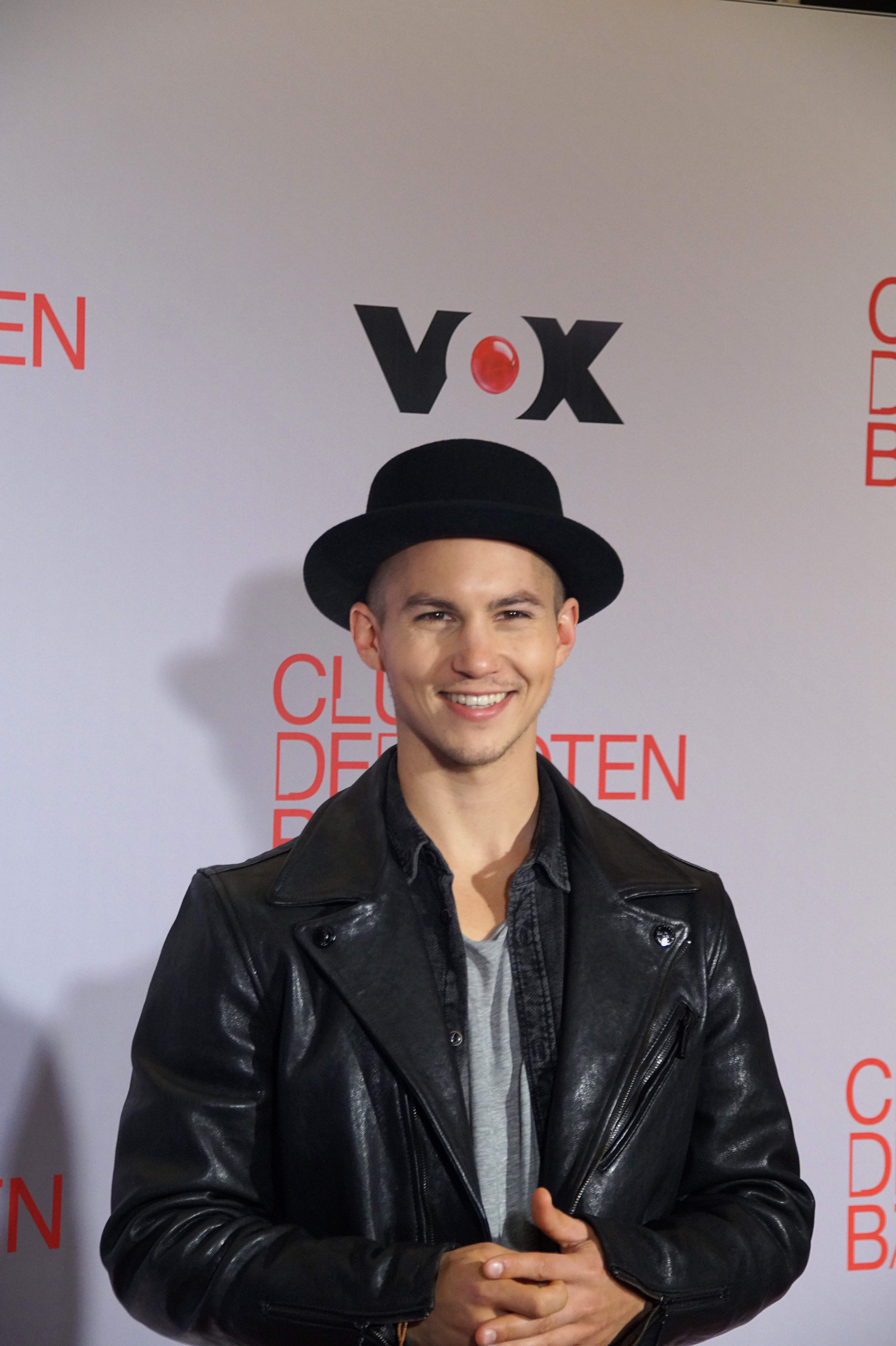
Tim Oliver Schultz (2016)
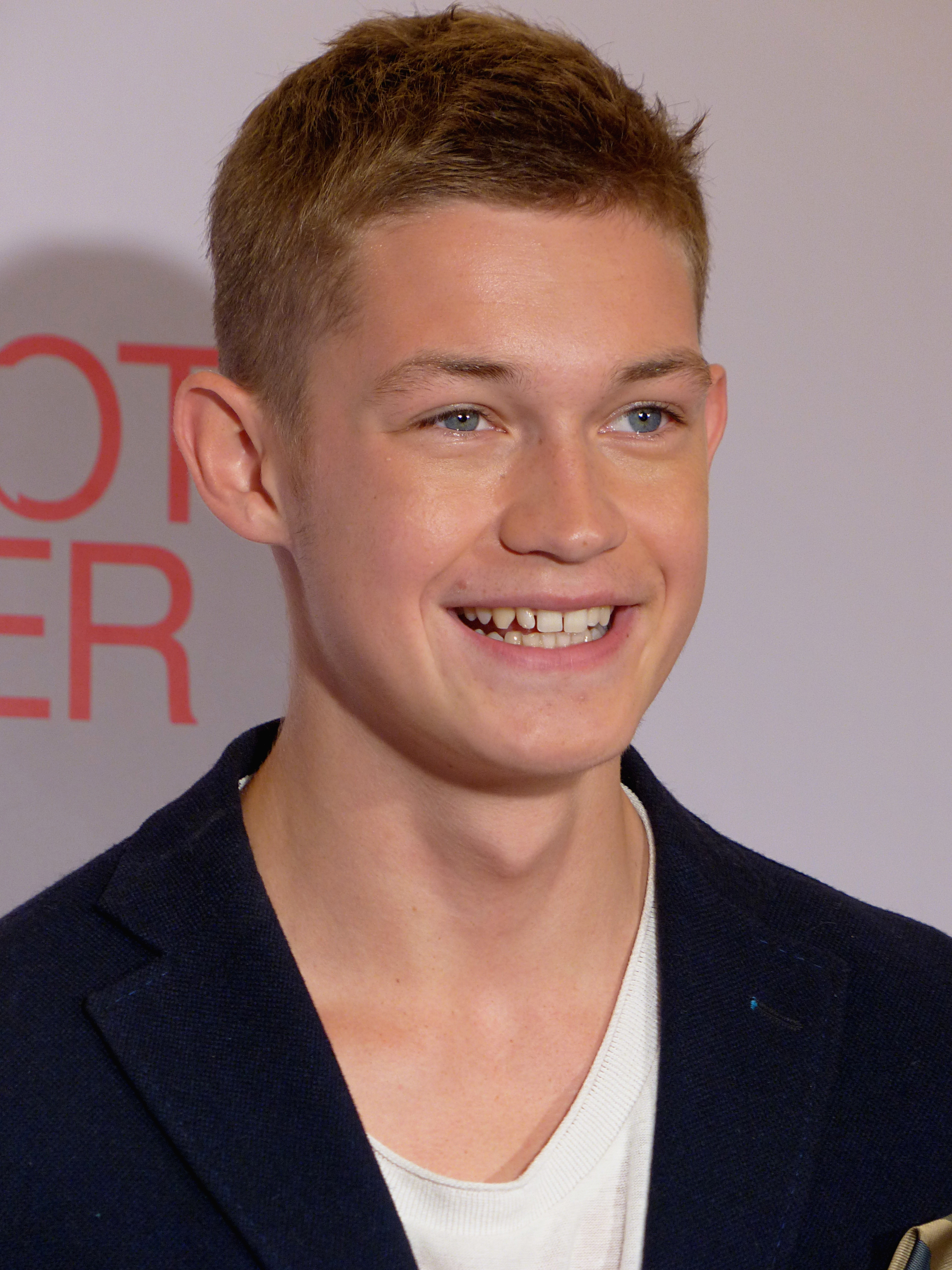
Damian Hardung (2016)
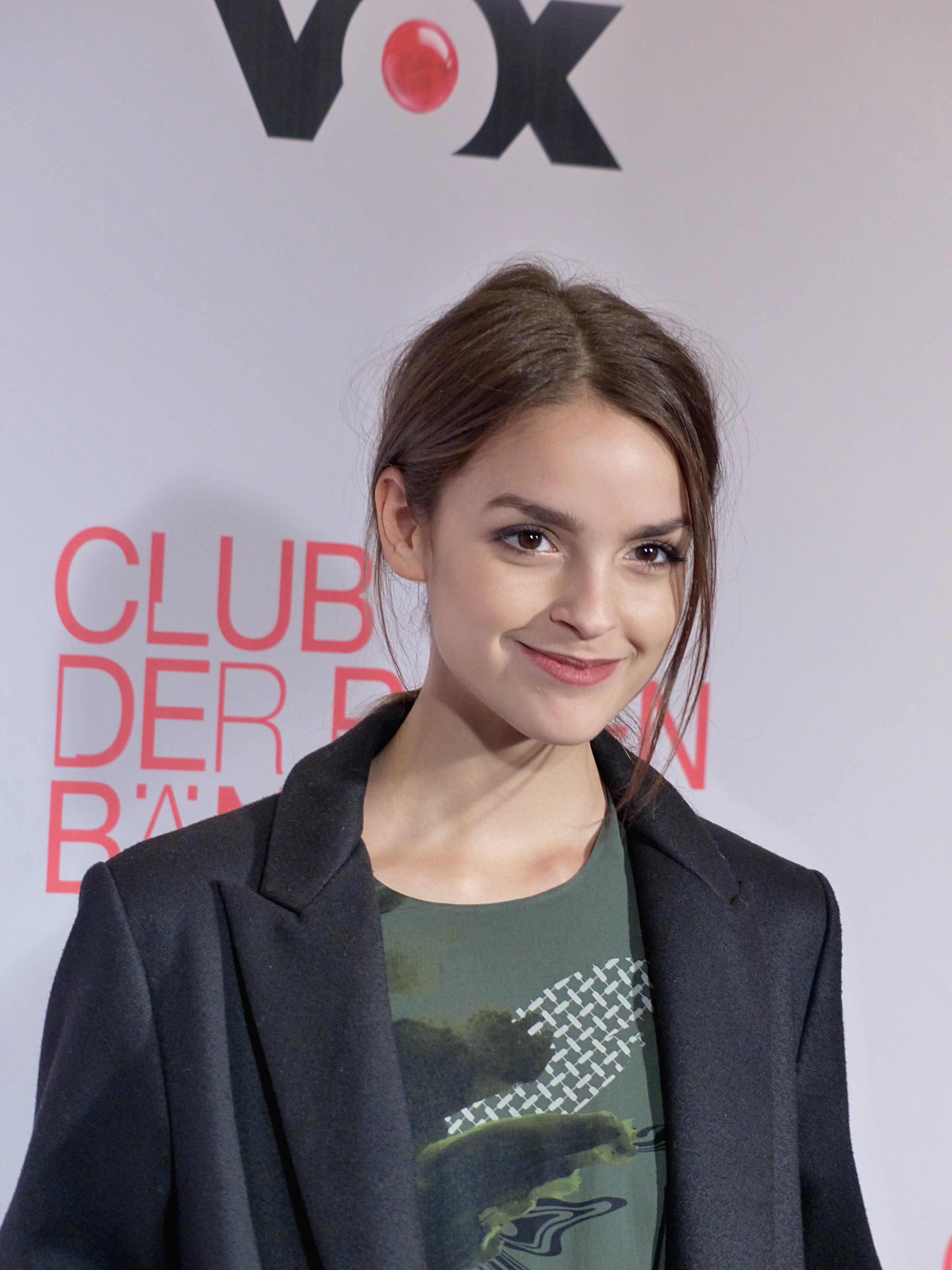
Luise Befort (2016)
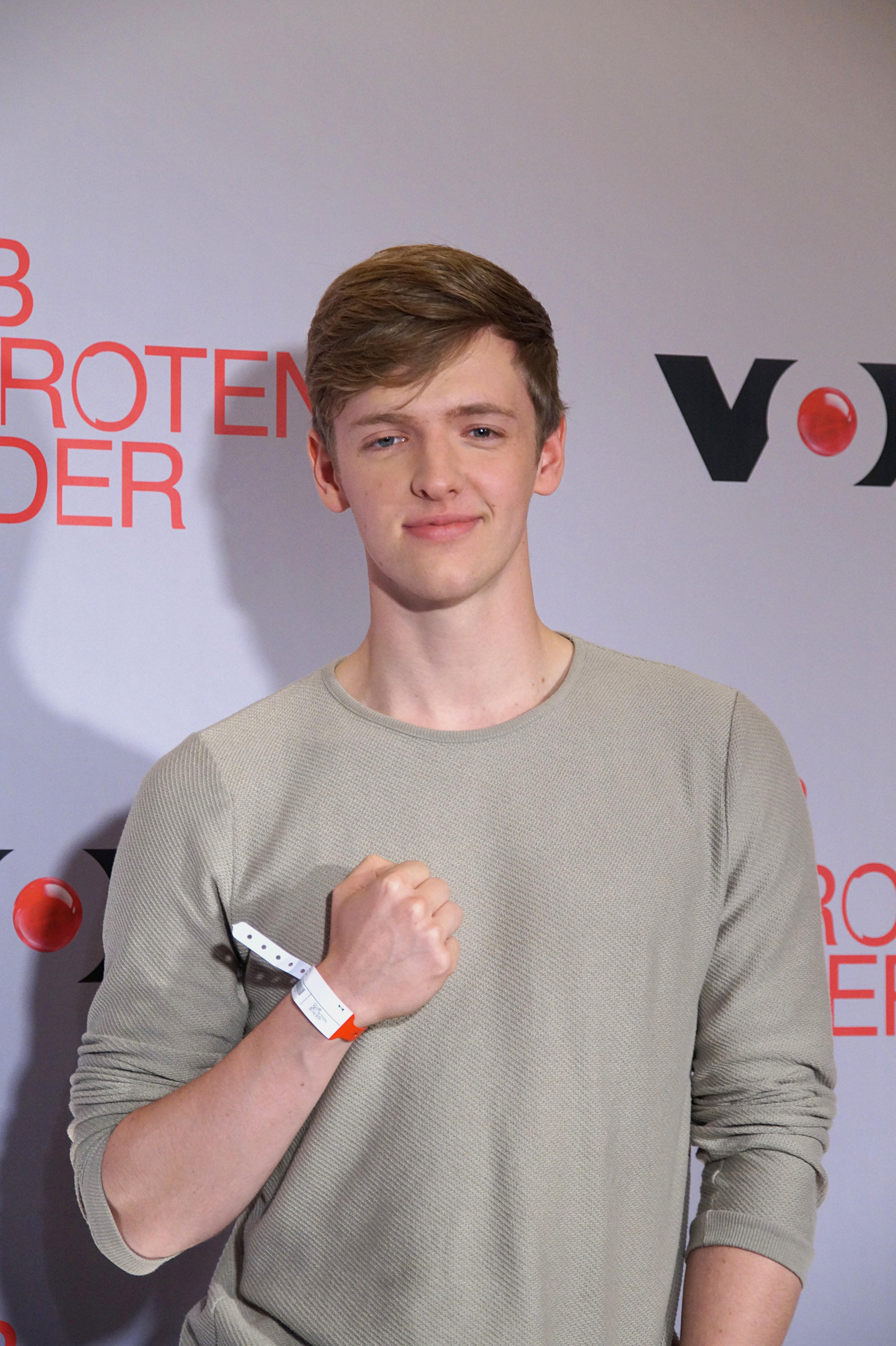
Timur Bartels (2016)
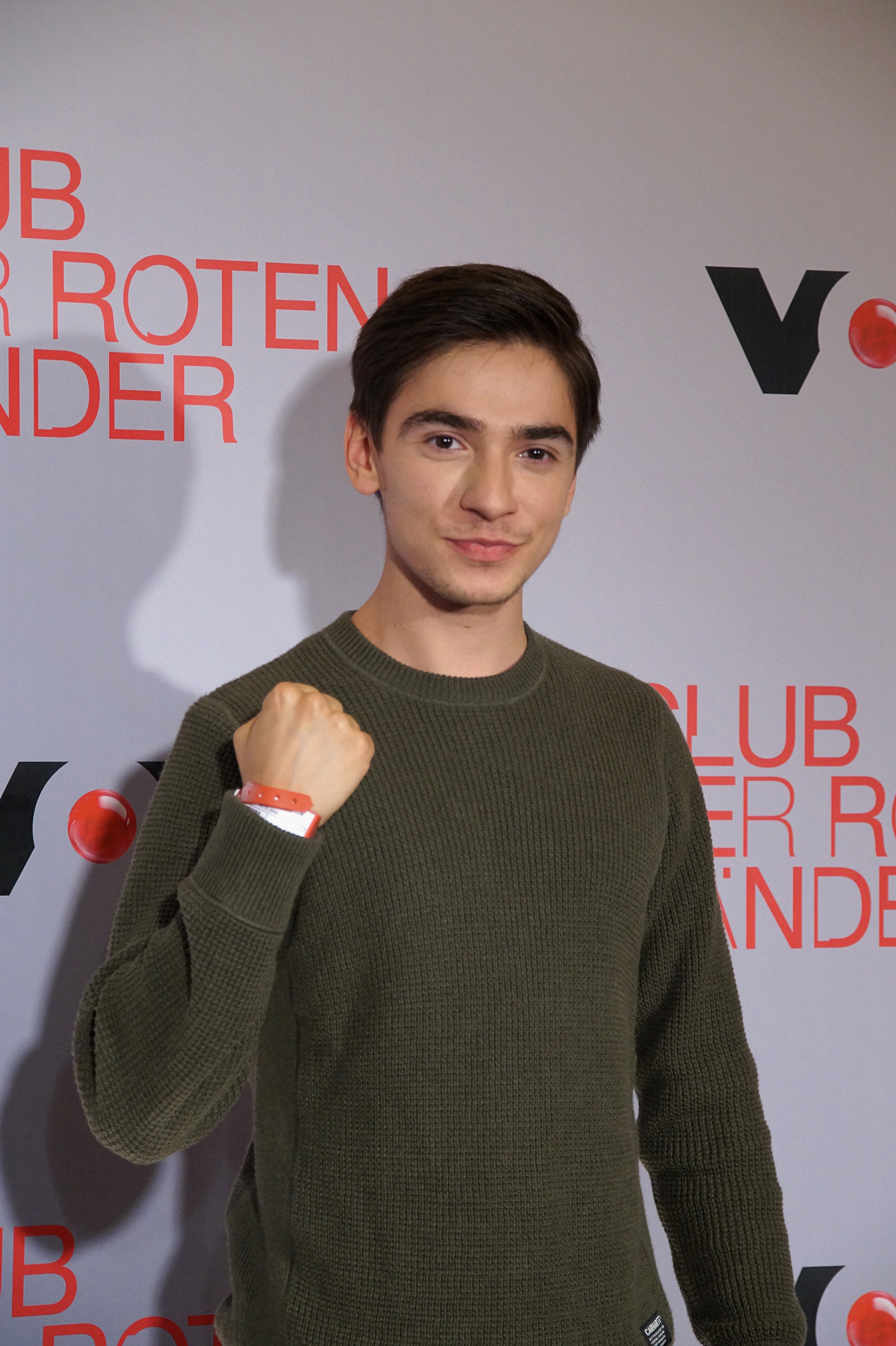
Ivo Kortlang (2016)
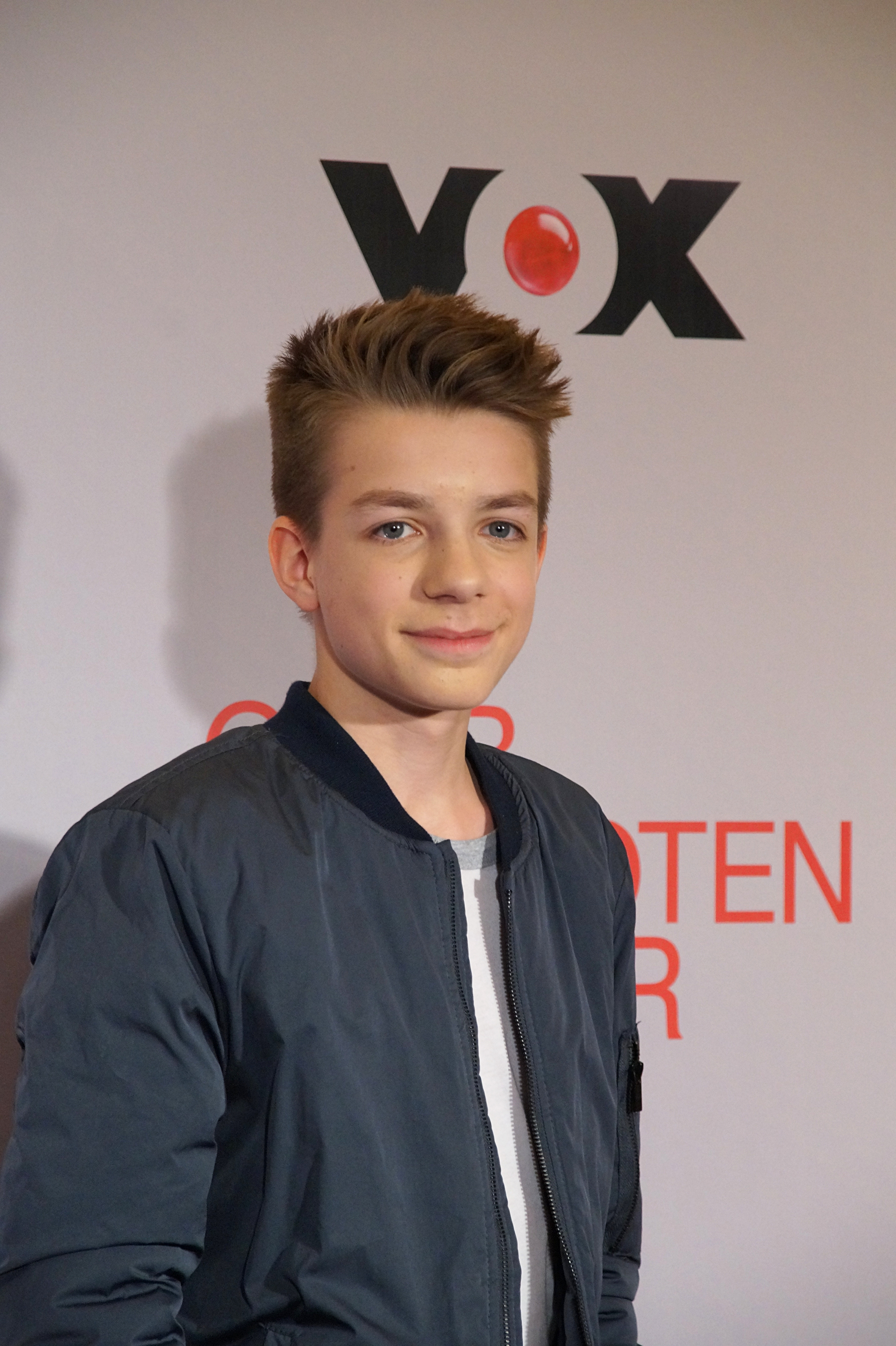
Nick Julius Schuck (2016)

## Episódios
| Temporada | Temporada | Episódios | Transmissão            | Transmissão            |
| Temporada | Temporada | Episódios | Primeiro episódio      | Último episódio        |
| --------- | --------- | --------- | ---------------------- | ---------------------- |
|           | 1         | 10        | 9 de novembro de 2015  | 7 de dezembro de 2015  |
|           | 2         | 10        | 7 de novembro de 2016  | 5 de dezembro de 2016  |
|           | 3         | 10        | 13 de novembro de 2017 | 11 de dezembro de 2017 |

## Recepção
No IMDb, a série tem nota 8,3/10 baseada em 430 votos. Segundo Al Espinosa, a versão alemã de Polseres vermelles é a melhor do mundo. A série foi premiada com um Emmy Internacional.